# 柳汉寿
柳汉寿（韩语： Ryu Hansu，1988年2月1日—）生于大邱，是一名韩国男子古典式摔跤运动员。2006年他进入庆星大学体育和健康部。同年他获得了亚洲青年摔跤锦标赛冠军，这之后一段时间里他表现不佳，未获得过突出的成绩，直到2013年。在那一年的世锦赛上，他闯入决赛并爆冷夺金。之后他的成绩有所提升，成为主力。2014年，他在仁川亚运66公斤级项目上成功摘金。四年后的雅加达亚运，他在同一项目上再度摘金，实现卫冕。